# آن لورانس
آن لورانس (بالإنجليزية: Anne Lawrence)‏ هي عالمة نفس أمريكية، ولدت في 17 نوفمبر 1950.